# Yaesu (Unternehmen)

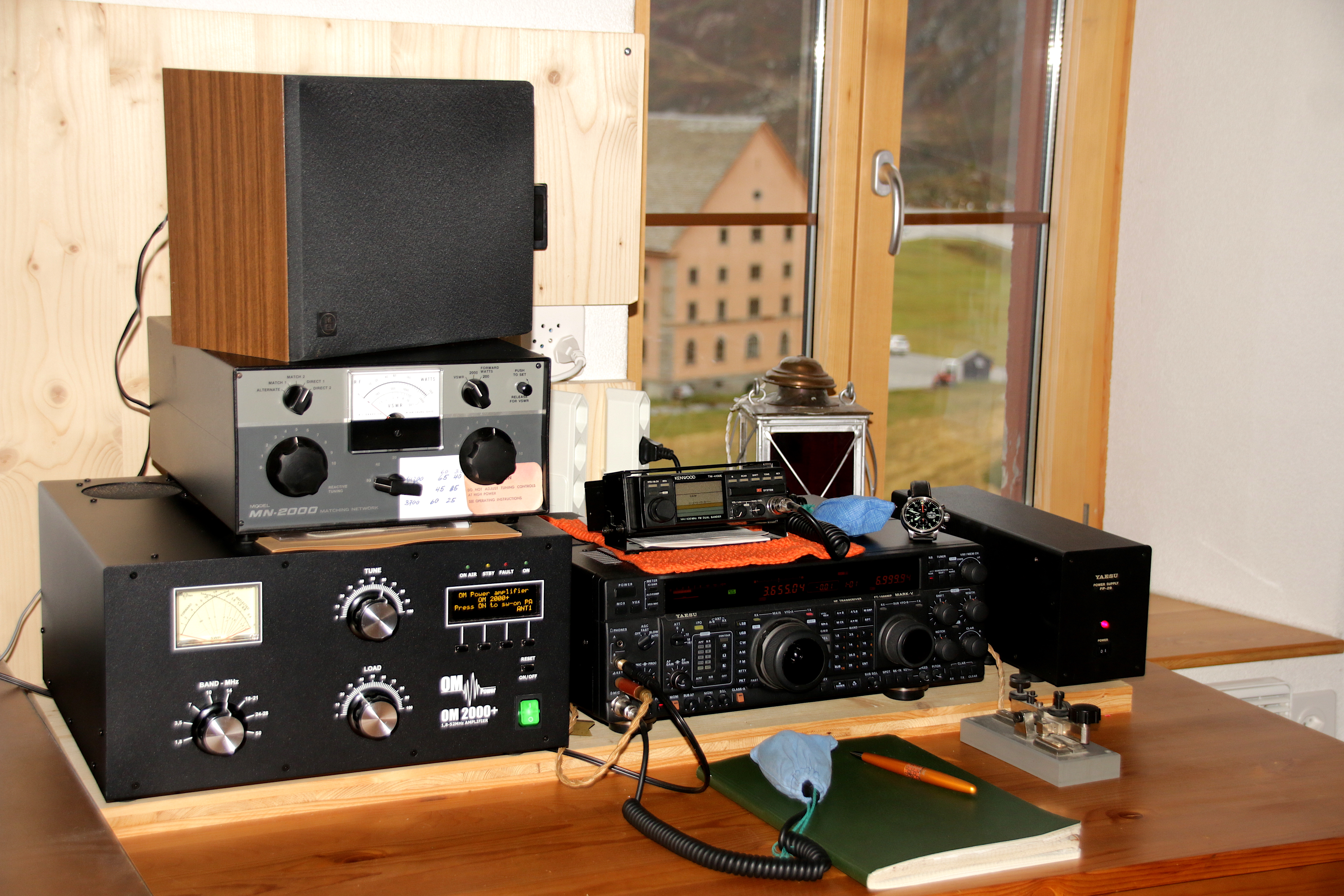
Der Sendeempfänger Yaesu FT1000MP Mark-V (Mitte). (Links im Bild ein Linearverstärker)

Yaesu (offiziell Yaesu Musen K.K.) (jap. 八重洲無線株式会社, Yaesu Musen Kabushiki-gaisha) ist ein japanisches Unternehmen, welches Funkgeräte sowohl für den Amateurfunkbereich als auch für den professionellen Einsatz (z. B. Marinefunk) entwickelt und produziert. Motorola hält 80 % an Yaesu und vertreibt ein gemeinsames Geräteportofolio für professionelle Anwender (Behörden, Flug-, See- und Militärfunk) unter dem Brand Motorola Solutions.

## Unternehmensgeschichte
Das Unternehmen wurde im Jahr 1956 durch den japanischen Funkamateur Sako Hasegawa (Amateurfunkrufzeichen: JA1MP) als K.K. General Terebi Service (株式会社ゼネラルテレビサービス, Kabushiki-gaisha Zeneraru Terebi Sābisu) in Ōta, Tokio gegründet. 1964 erfolgte der Umzug nach Yaesu, Chūō, Tokio und die Umfirmierung in Yaesu Musen K.K. Damals lag der Fokus auf der Entwicklung von Amateurfunkgeräten für den Kurzwellenbetrieb.
Ab dem Jahr 1963 erfolgte der Vertrieb der YAESU-Funkgeräte in Deutschland durch das Unternehmen Sommerkamp, wenige Jahre später durch Richter & Co/ Ricofunk in Hannover sowie in Düsseldorf. Später fand ein Verkauf von Ricofunk an Stabo Elektronik, Hildesheim, statt. 1999 wurde das Unternehmen STANDARD – bis dahin ein selbständiger Anbieter für Marinefunksysteme – übernommen. Die Yaesu Deutschland GmbH, bis Mitte 2001 in Schwalbach am Taunus mit Vertrieb und Service ansässig, wurde danach in Deutschland aufgelöst und mit der niederländischen Niederlassung „Yaesu Europe B. V.“ zusammengelegt. Mittlerweile ist der Vertrieb in Deutschland neu geordnet und wird durch das Unternehmen Hotline SA in Balerna, Schweiz durchgeführt. Die offizielle Yaesu-Deutschland-Webpräsenz wird ebenfalls von der Hotline SA betrieben.
Yaesu übernahm 1998 die Hochfrequenzsparte von Marantz Japan, welche unter dem Markennamen Standard vertrieben wurden. 1999 erfolgte der Umzug nach Meguro, Tokio und 2000 die Umfirmierung in K.K. Vertex Standard (株式会社バーテックススタンダード, Kabushiki-gaisha Bātekksu Sutandādo). Unter der Marke Yaesu wurde damit nur noch die Amateurfunksparte vertrieben. Der Konzern vertreibt weltweit Geräte in den Segmenten Betriebsfunk, Amateurfunk, Seefunk (Marke: Standard Horizon), Flugfunk (Marke: Vertex Standard) und Datenfunk (z. B. Barcodescanner), verfügt über Fabriken in Japan und den USA und hatte 2007 weltweit ca. 700 Mitarbeiter.
Seit Januar 2008 hielt Motorola 80 % der Unternehmensanteile, dadurch ergaben sich wechselseitig folgende Vorteile: Vertex-Geräte (eine Yaesu-Marke) sichern weltweit den Low-End-Bereich für Motorola ab und Motorola verbessert seine Marktpräsenz in Japan.
Zum 1. Januar 2012 wurde der Amateur-, See- und Flugfunk wieder als eigenständiges Unternehmen unter dem alten Namen Yaesu Musen ausgegliedert. Der Unternehmenssitz wurde nach Shinagawa, Tokio verlagert. Der Seefunk-Produkte wurden zunächst als Standard Horizon und die Flugfunk-Produkte als Vertex Standard vertrieben. Heute wird das Produktportfolio für professionelle Anwender (Behörden, Flug-, See- und Militärfunk) von Motorola bedient, das ehemalige Vertex Geräte unter Motorola Solutions fortführt.
Das Unternehmen wird heute von Jun Hasegawa gelenkt, einem Sohn des inzwischen verstorbenen Unternehmensgründers.

## Amateurfunk-Produkte
Portable Dualbandgeräte für den europäischen Markt  sind zum Beispiel das VX-1R, VX-2R, VX-5R, VX-6R, VX-7R, VX-8R (die Modelle VX-5, VX-6, VX-7 sowie VX-8 sind Drei- bzw. Vierbandgeräte). Zu den mobilen Dualbandgeräten zählt z. B. der FT-8800 und zu den Stationsfunkgeräten der FT-1000MP. Mobile Multibandgeräte sind z. B. das FT-857D und FT-100D, die alle KW-Bänder sowie das 6-m-, 2-m- und 70-cm-Amateurfunkband in den Betriebsarten AM, FM, USB, LSB, SSB, CW und (A)FSK abdecken können.
Weitere Kurzwellen-Transceiver sind die Yaesu FTDX 9000, FTDX 5000 MP, FT2000, FT950. Diese stammen alle aus einer Baureihe und haben ähnliche Funktionen und Bedienmöglichkeiten. All diese Funkgeräte haben eine Anschlussmöglichkeit für die „Data Management Unit“ Yaesu DMU-2000 und einen bzw. mehrere Anschlüsse für
CAT-Interface(computer aided transceiver = Steuerung des Funkgeräts über den PC). Dies ist besonders bei Contesten von Vorteil. Unter anderem ist auch eine Antennenrotor-Steuerung möglich.

## Siehe auch

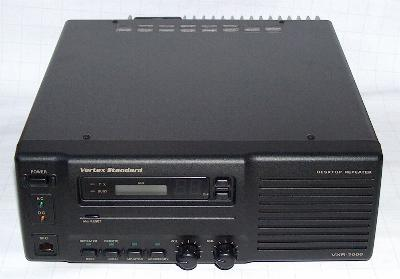
Kommerzielle Relaisstation für den Amateurfunk im VHF- oder UHF-Band, vom Yaesu/Vertex